# Любомирский, Теодор Иероним
Князь Теодор Иероним Любомирский (1720—1761) — государственный и военный деятель Речи Посполитой, полковник коронной гвардии (1749), генерал-лейтенант (1753), чашник великий коронный (1759—1761), староста богуславский.

## Биография
Представитель польского княжеского рода Любомирских герба «Шренява». Сын хорунжего великого коронного, князя Ежи Игнацы Любомирского (1687—1753) от первого брака с Марианной Белинской (ок. 1685—1730).
В 1749 году Теодор Иероним Любомирский получил чин полковника коронной гвардии. В 1753 году был произведен в генерал-лейтенанты. В 1759 году Теодор Иероним Любомирский получил должность чашника великого коронного. Также ему принадлежало богуславское староство на Украине.
В 1753 году женился на Элеоноре Малаховской (ум. 1761), дочери канцлера великого коронного, графа Яна Малаховского (1698—1762) и Изабеллы Хумиецкой (ум. 1783), вдове старосты парчевского Юзефа Липского. Брак был бездетным.